# Мохоровичич (лунный кратер)
Кратер Мохоровичич (лат. Mohorovičić) — крупный древний ударный кратер расположенный между внешним и внутренним валами бассейна Южный полюс — Эйткен на обратной стороне Луны. Название присвоено в честь хорватского геофизика и сейсмолога Андрея Мохоровичича (1857—1936) и утверждено Международным астрономическим союзом в 1970 г. Образование кратера относится к нектарскому периоду.

## Описание кратера

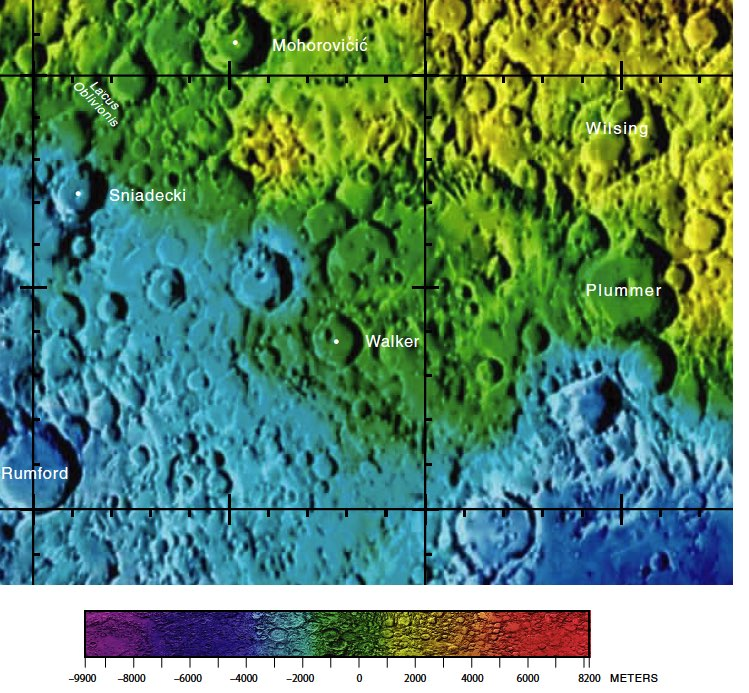
Окрестности кратера Мохоровичич. Фрагмент карты обратной стороны Луны.

Ближайшими соседями кратера являются кратер Бок на западе; кратер Мак-Келлар на северо-западе; кратер Крукс на севере; кратер Доплер на северо-востоке; кратер Уокер на юге-юго-востоке и кратер Снядецкий на юго-западе. На западе-юго-западе от кратера расположено Озеро Забвения. Селенографические координаты центра кратера 18°44′ ю. ш. 164°50′ з. д. / 18,73° ю. ш. 164,83° з. д., диаметр 50,0 км, глубина 2,4 км.
Кратер Мохоровичич близкую к циркулярной форму и значительно разрушен. Вал сглажен, северо-западная часть вала перекрыта небольшим чашеобразным кратером. Внутренний склон вала широкий и гладкий, его северо-восточная часть отмечена несколькими маленькими кратерами. Высота вала над окружающей местностью 1130 м, объем кратера составляет приблизительно 2100 км³. Северная часть чаши перекрыта полигональным сателлитным кратером Мохоровичич Z (см. ниже), остальная часть чаши сравнительно ровная.

## Сателлитные кратеры

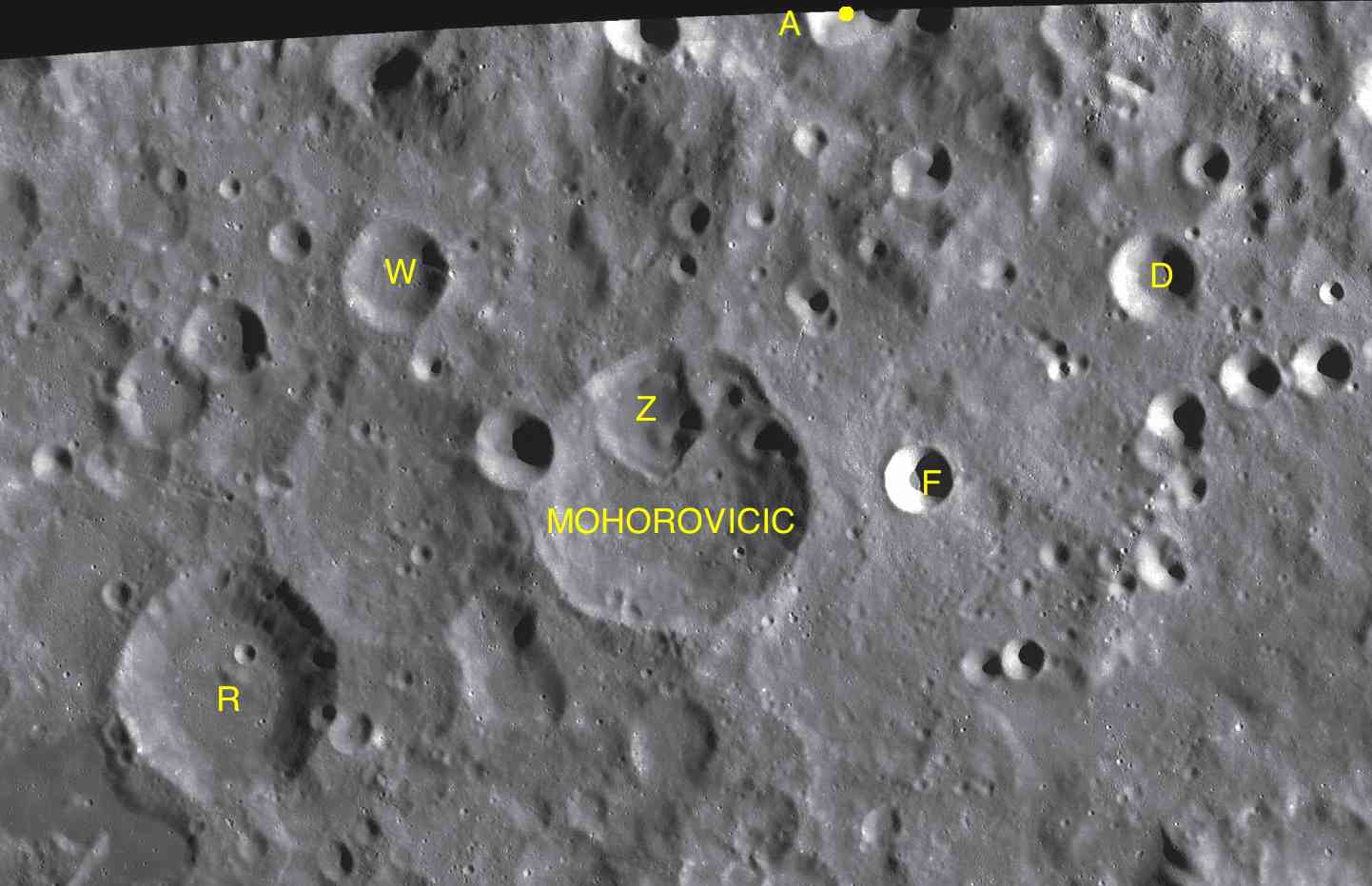
Фрагмент карты LAC-105.

| Мохоровичич | Координаты                                              | Диаметр, км |
| ----------- | ------------------------------------------------------- | ----------- |
| A           | 15°53′ ю. ш. 163°36′ з. д. / 15,89° ю. ш. 163,6° з. д.  | 17,2        |
| D           | 17°34′ ю. ш. 161°50′ з. д. / 17,56° ю. ш. 161,83° з. д. | 15,1        |
| F           | 18°42′ ю. ш. 163°17′ з. д. / 18,7° ю. ш. 163,29° з. д.  | 12,1        |
| R           | 19°41′ ю. ш. 167°37′ з. д. / 19,68° ю. ш. 167,62° з. д. | 40,4        |
| W           | 17°23′ ю. ш. 166°26′ з. д. / 17,38° ю. ш. 166,44° з. д. | 18,7        |
| Z           | 18°19′ ю. ш. 164°56′ з. д. / 18,31° ю. ш. 164,93° з. д. | 16,9        |